# Racławice Śląskie (stacja kolejowa)
Racławice Śląskie – stacja kolejowa w Racławicach Śląskich, w województwie opolskim, w Polsce. Według klasyfikacji PKP ma kategorię dworca lokalnego.

## Ruch pasażerski
| Rok  | Wymiana pasażerska na dobę |
| ---- | -------------------------- |
| 2017 | 50-99                      |
| 2022 | 20-49                      |

## Historia
Powstanie stacji w Racławicach Śląskich wiązało się z rozwojem przemysłu na terenie Górnego Śląska od połowy XVIII wieku, kiedy to rządy nad regionem przejęło Królestwo Prus w wyniku zwycięskiej wojny z państwem Habsburgów. Na początku XIX wieku wraz z pojawieniem się transportu kolejowego powstały pierwsze inicjatywy połączenia regionu z Wrocławiem. Już w 1843 pojawił się pomysł budowy połączenia Wrocławia z Górnym Śląskiem, które miałoby prowadzić m.in. przez Racławice Śląskie. 12 stycznia 1853 zamierzano utworzyć połączenie kolejowe na linii Koźle–Prudnik. Spółka Kolej Górnośląska 7 lipca 1869 otrzymała koncesję na budowę linii z Ząbkowic Śląskich. Budowę traktu w okolicy Racławic Śląskich rozpoczęto w 1874. Budowę kolejowej magistrali podsudeckiej ukończono w 1876. Ruch towarowy na odcinku Prudnik–Racławice Śląskie uroczyście zainaugurowano 15 sierpnia, a pasażerski – 1 października. W celu doprowadzenia torów z Racławic Śląskich do Głubczyc i dalej do Raciborza, nad rzeką Osobłogą wzniesiono kamienny most kolejowy. Budowę linii do Głubczyc ukończono 1 grudnia 1876, a Racławice Śląskie stały się węzłem kolejowym.
Budowę dworca w Racławicach Śląskich ukończono w 1876. W budynku mieściły się pomieszczenia obsługi ruchu kolejowego, posterunek żandarmerii pocztowej, poczekalnia, bufet oraz mieszkania dla kolejarzy. W pobliżu dworca wzniesiono trzy nastawnie wykonawcze. W 1898 oddano do użytku obrotnicę parowozów. W tym samym roku, na zachodnim krańcu dworca powstała trzystanowiskowa lokomotywownia.
W lipcu 1903 Racławice Śląskie nawiedziła największa powódź w historii wsi. Pod naporem wody w Osobłodze, nocą 10 lipca zawalił się most na linii kolejowej w kierunku Raciborza. Nowy, stalowy most zbudowano w 1905. W tym samym roku na terenie dworca ukończono budowę wieży ciśnień oraz pięciu żurawi wodnych.
W ramach akcji „Mosty”, która rozpoczęła III powstanie śląskie, powstańcy podłożyli ładunki wybuchowe na torowisku w Racławicach Śląskich, pod wiaduktem z szosą prowadzącą do Prudnika, w wyniku czego całkowicie zablokowano wyjazd z Racławic Śląskich w kierunku zachodnim. Kolejna grupa podjęła próbę wysadzenia mostu kolejowego nad Osobłogą. Ładunek wybuchowy umieszczony przez powstańców eksplodował powodując uszkodzenia, ale konstrukcja nie zawaliła się. Wysadzono również most w pobliżu Dzierżysławic na odcinku Racławice Śląskie–Głogówek. 
W latach 30. XX wieku w racławickim węźle kolejowym pracowało około 100 osób. Przed dworcem znajdował się postój taksówek. W magazynie przy torach północnych przeładowywana była poczta dla pobliskich miejscowości. Na początku 1945 przez Racławice Śląskie przejechał transport Żydów z Auschwitz-Birkenau. Budynek dworca i większość zabudowań kolejowych przetrwały II wojnę światową. Stacją zarządzały wojska radzieckie. 11 maja 1945 do Racławic Śląskich przybyli pierwsi polscy kolejarze.
W kwietniu 1965, w wyniku obfitych opadów deszczu, osunęła się skarpa pod torem północnym, łączącym Racławice Śląskie z Głogówkiem. Parę dni później, skarpa usunęła się z drugiej strony. Odcinek Racławice Śląskie-Głogówek został zamknięty. Do naprawy zniszczeń zużyto około 400 wagonów materiałów utwardzających.
W październiku 1973 między Racławicami Śląskimi i Dytmarowem doszło do zderzenia pociągów. Pociąg towarowy wyruszył z Racławic Śląskich w stronę Prudnika. Przed przystankiem Dytmarów, gdzie pociągi wspinają się na wzniesienie, część wagonów odczepiła się i zaczęła wracać do Racławic Śląskich. Dyżurny z Dytmarowa nie zorientował się, że na przystanek dojechał niekompletny skład i dał sygnał, że tor jest wolny. W związku z tym dyżurny w Racławicach Śląskich wyprawił w trasę kolejny skład towarowy. Tuż za dworcem w Racławicach Śląskich zderzył się on z wracającymi wagonami.
W latach 80. XX wieku w budynku dworca mieściły się: nastawnia dysponująca z dyżurnym ruchu i biurem zawiadowcy stacji, kasa biletowo-bagażowa, poczekalnia, bufet, urząd Poczty Polskiej i mieszkania dla rodzin kolejarskich.

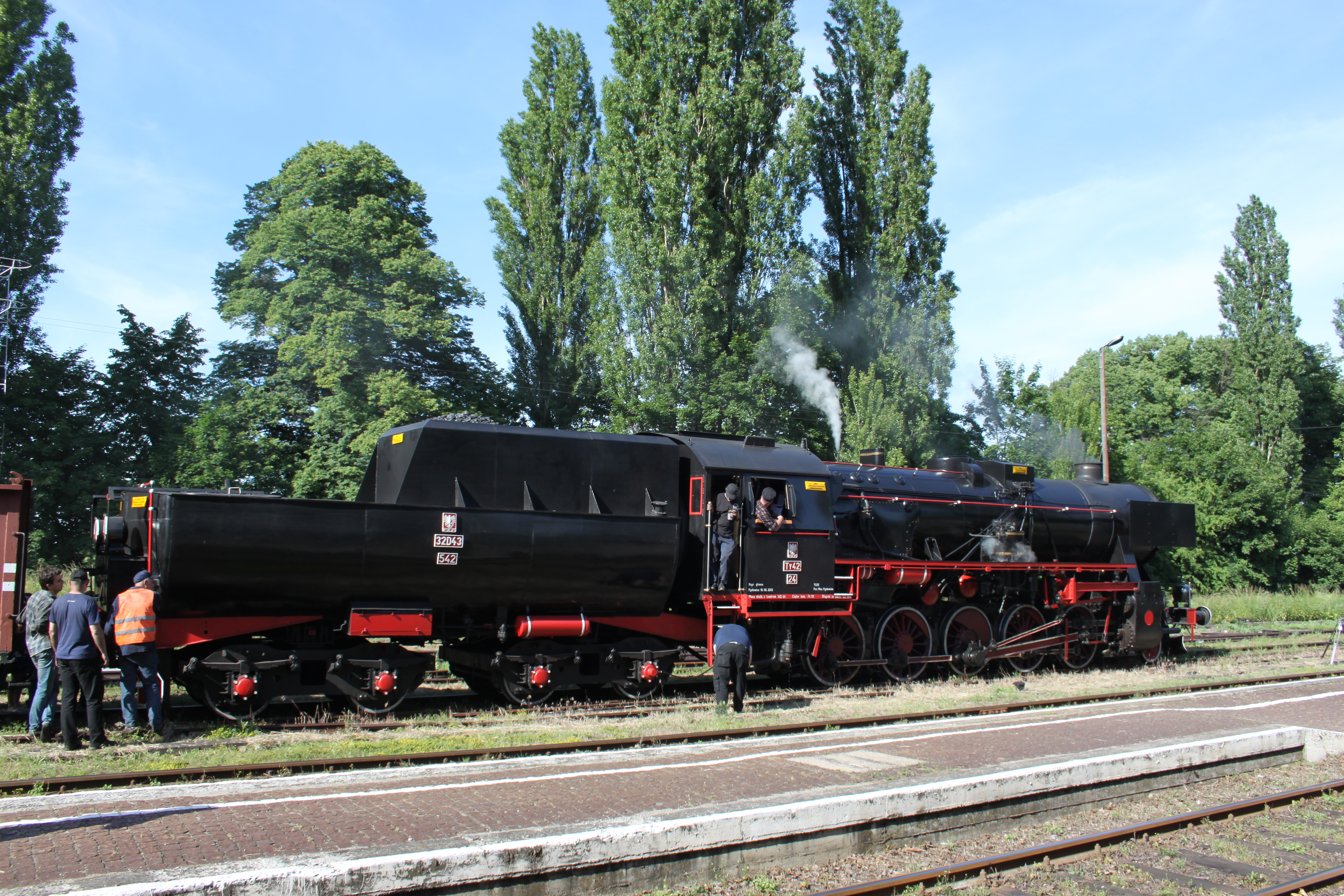
Piknik kolejowy w Racławicach Śląskich (2014)

Bufet zamknięto w 1987. Pod koniec 1997 rozebrano tor numer 4. W 1998 zamknięto nastawnię wykonawczą numer 2 (rozebrana rok później), a w 1999 zlikwidowano Urząd Pocztowy. 3 kwietnia 2000 zawieszono kursowanie pociągów z Racławic Śląskich do Raciborza.
Co roku w czerwcu na stacji w Racławicach Śląskich odbywa się piknik kolejowy „Koleją po pograniczu polsko-czeskim”. W lutym 2020 na stacji nagrywano reklamę piwa Tyskie. W dniach 19 i 20 czerwca 2023 na terenie stacji kolejowej kręcono zdjęcia do filmu Sami swoi. Początek. Dworzec w Racławicach Śląskich zagrał dworzec w Trembowli w scenach wywózek na Sybir i repatriacji na Ziemie Zachodnie. W filmie wystąpili statyści z Racławic Śląskich.